# Kuninkaanhauta

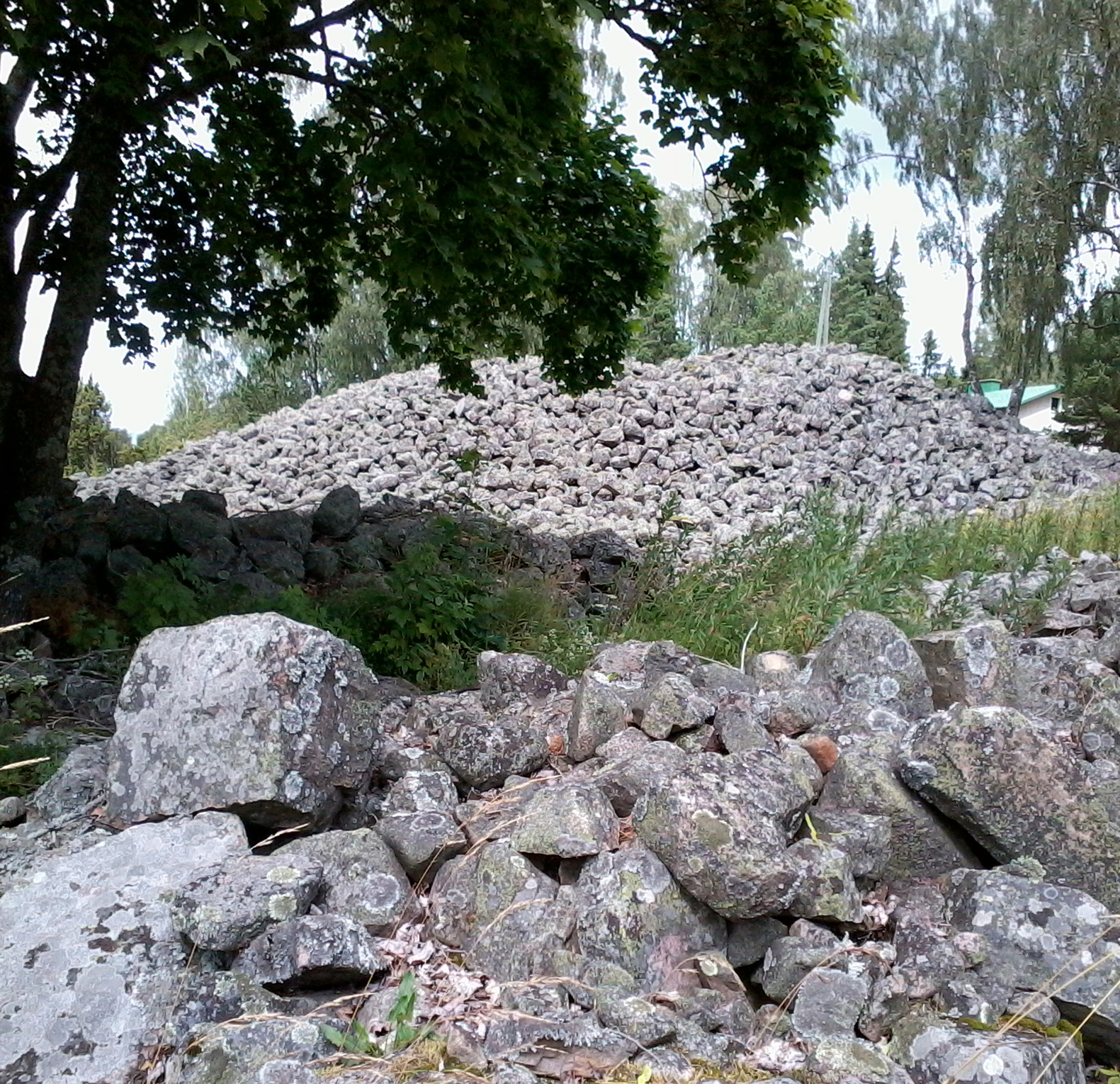

Kuninkaanhauta (Kungens grav) är en grav anlagd under äldre bronsåldern troligen cirka 1500–1300 f.Kr. Graven är belägen i byn Panelia i Eura i Finland, Graven är Finlands största gravröset (finska: hiidenkiuas). Röset Kuninkaanhauta är 36×30 meter i storlek och cirka fyra meter högt.
Enligt legenden är Kuninkaanhauta begravningsplats för en lokal kung. Graven är inte undersökt. Röset byggdes vid kusten men sedan bronsåldern har kustlinjen flyttats nästan 20 kilometer västerut av landhöjningen. Röset Kuninkaanhauta ligger cirka 9 kilometer nordost om Unescos världsarv Sammallahdenmäki. Det är inte helt klarlagt när röset anlades utan möjligheten finns att det är yngre.
Enligt beräkningar innehåller röset mer än 2 000 kubikmeter stenar, eller cirka 250 000 stenar med en diameter på 20 cm. Att bygga graven har varit ett stort arbete! 
Graven har troligen resta över flera begravningar under en tid, men eftersom graven är oundersökt vet man inget säkert. Det finns cirka 120 gravrösen kända från det forntida området omkring Panelia. De är mindre men härstammar också från bronsåldern. I omedelbar närhet av kungens grav undersöktes en bosättning på 1980-talet och keramik från bronsålderns slut hittades då.

## Galleri

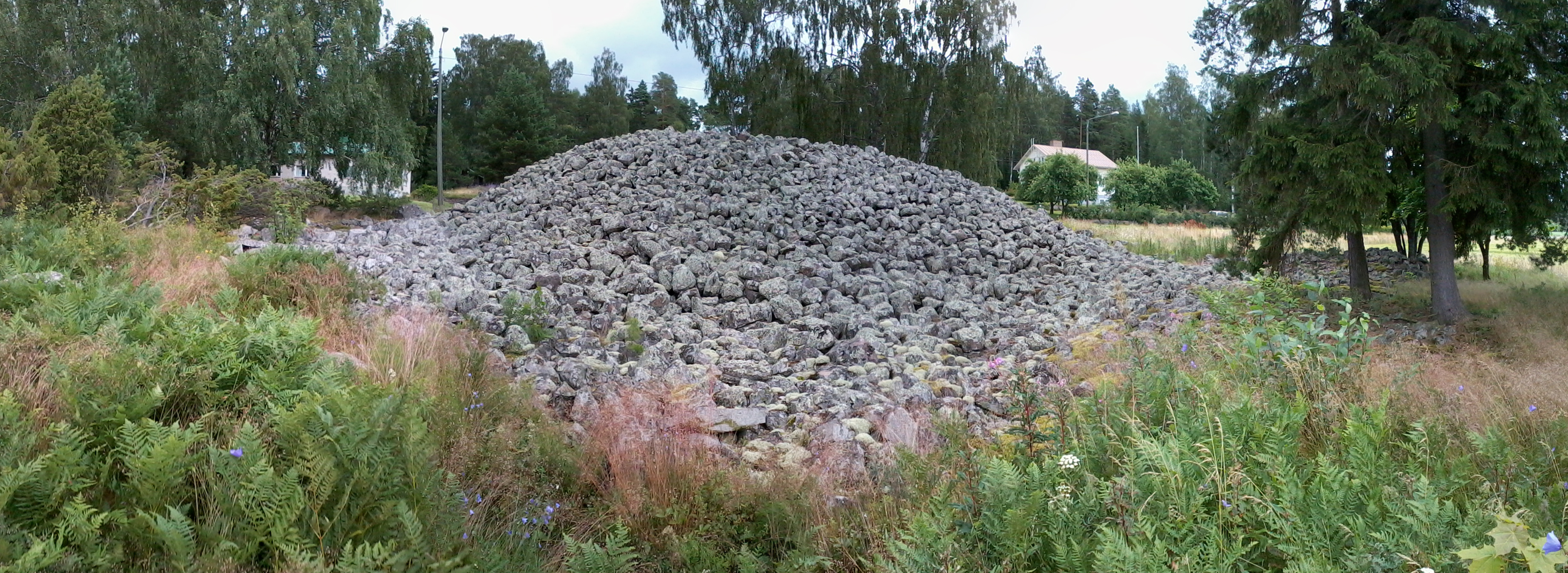
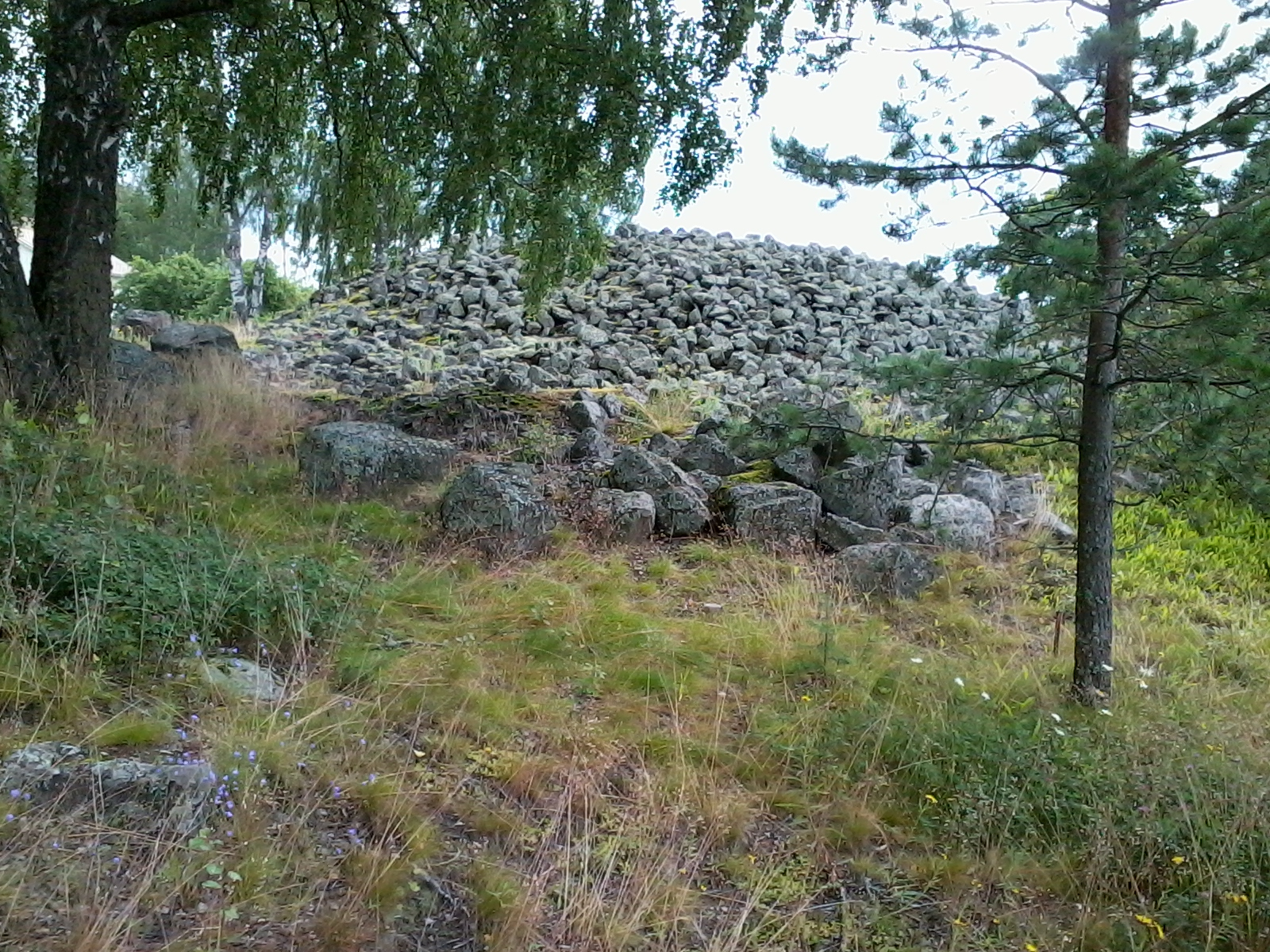
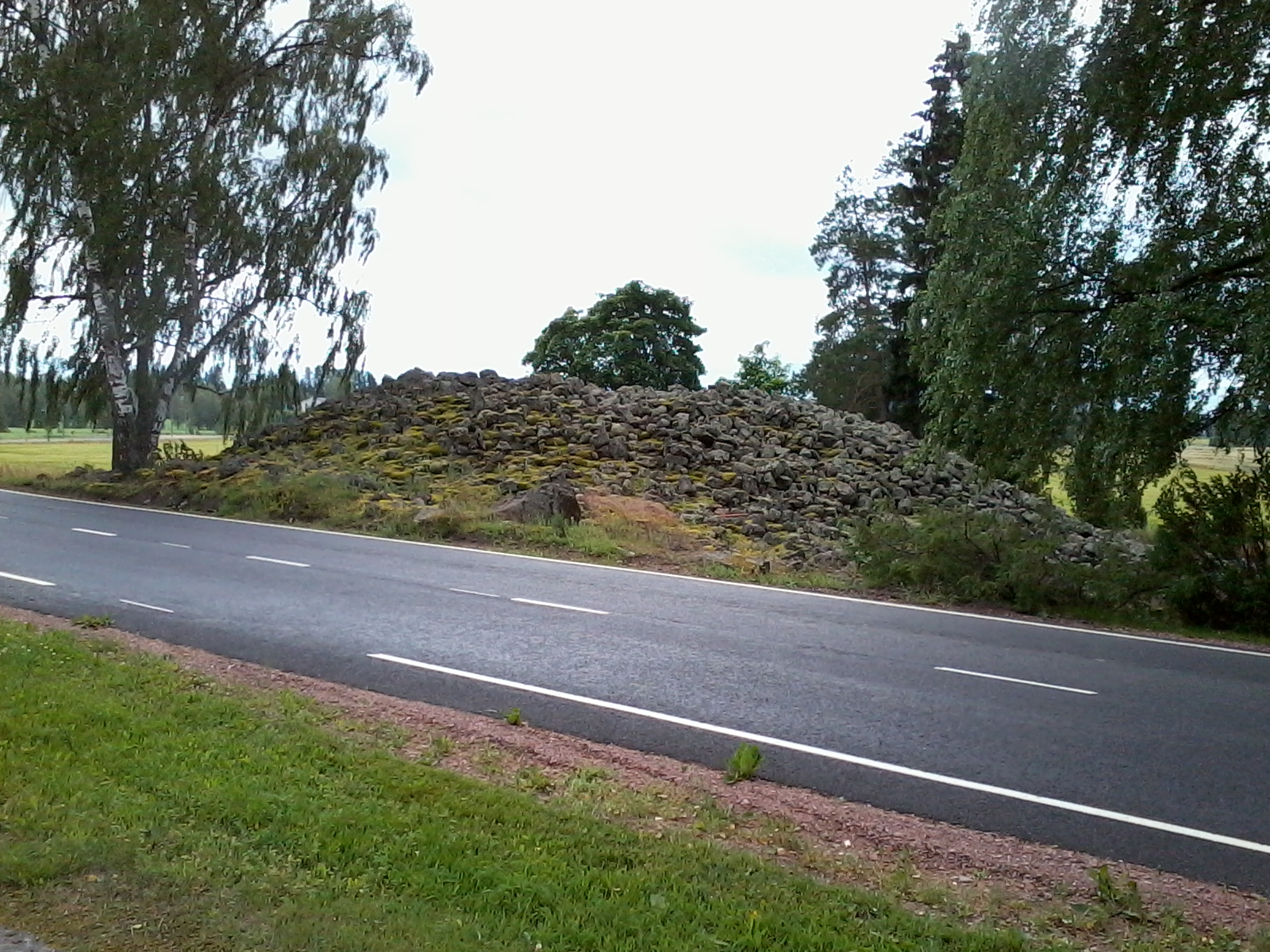
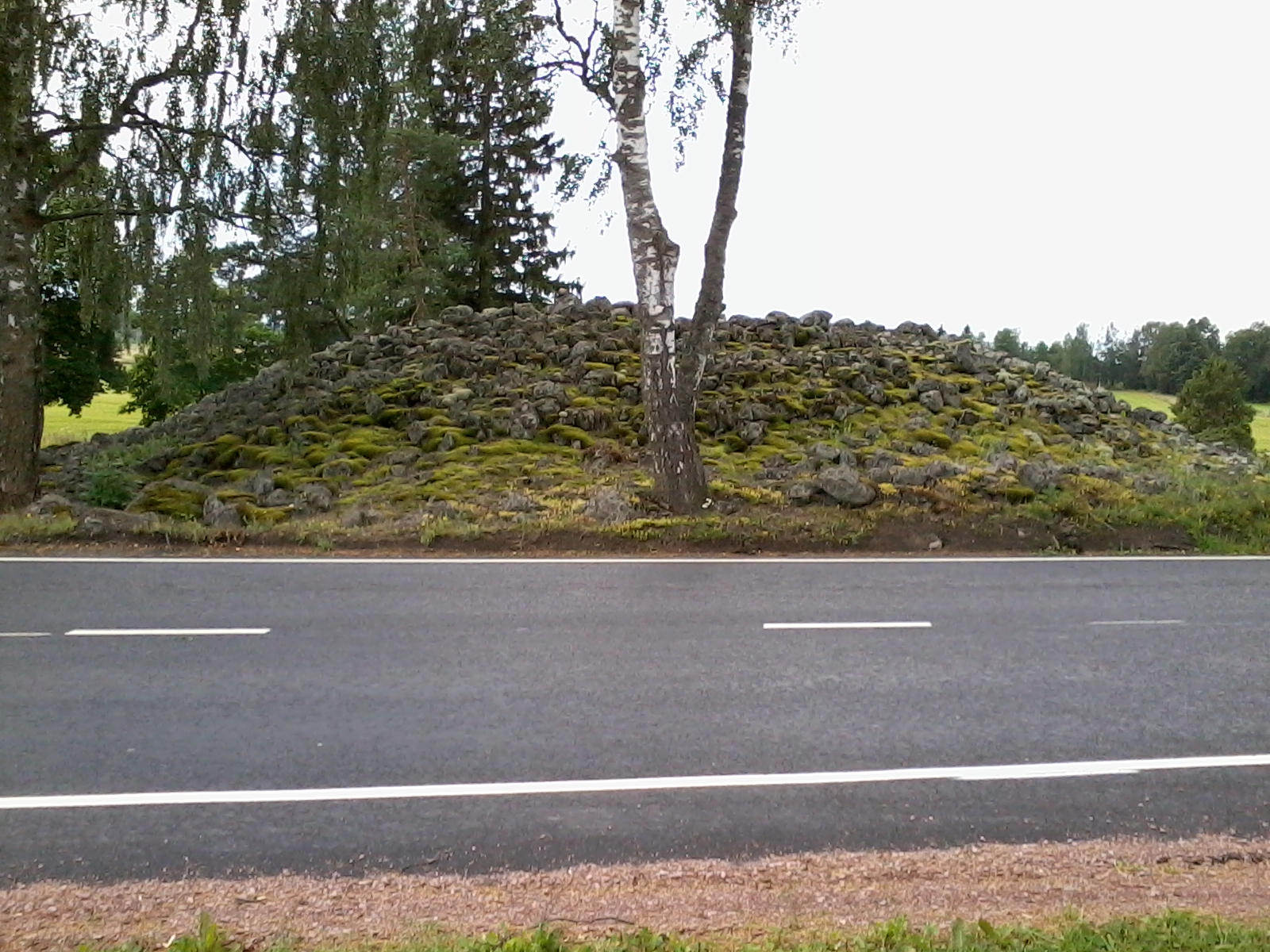